# Château de la Tour (Saint-Pierre-Canivet)

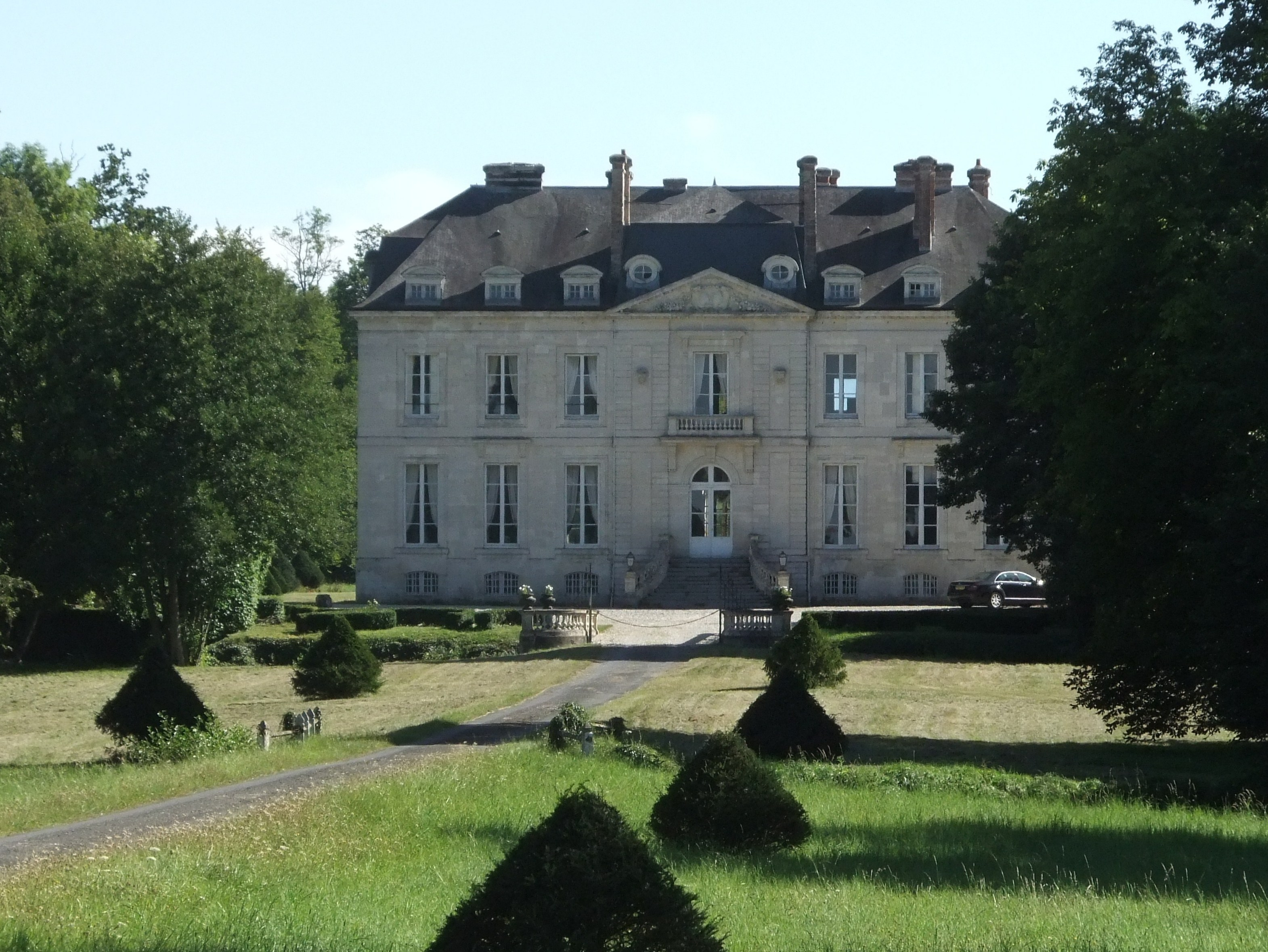
Château de la Tour in Saint-Pierre-Canivet

Das Château de la Tour ist ein vorrevolutionär klassizistisches Schloss in der französischen Gemeinde Saint-Pierre-Canivet in der Normandie. Die Schlossanlage befindet sich ca. 2,5 Kilometer westsüdwestlich vom Ortszentrum von Saint-Pierre-Canivet und ist über die Route départementale 6 von Falaise nach Le Hom erreichbar.
Es liegt auf der im 15. Jahrhundert angelegten Domäne de la Tour. 
Das Schloss ist seit 1967 teilweise als Monument historique eingetragen.

## Geschichte
1769 wurde das Gebäude nach den Entwürfen von Antoine Matthieu Le Carpentier für den Grafen Louis-François-Anne de Séran und dessen Frau Adélaïde de Bullioud, Gräfin von Séran, eine Mätresse Ludwigs XV., errichtet. Die Gräfin von Séran richtete hier Zusammenkünfte von berühmten Schriftstellern der damaligen Zeit ein.
Die Domäne de la Tour ist umgeben von Wald. Östlich des Schlosses befindet sich das Ferme de la Tour. Heute wird die Domäne zur Vermietung von Ferienwohnungen und für Veranstaltungen genutzt. Das gesamte Areal befindet sich in Privatbesitz und kann grundsätzlich nicht besichtigt werden. 
Die Aufnahme in die Liste der Monuments historiques umfasst vom Schloss die Fassaden und Dächer, den Innenhof, den Graben, der den Haupthof umgibt sowie die Inneneinrichtung des Esszimmers, des Wohnzimmers und des Schlafzimmers.